# Mikeháza
Mikeháza (románul Mica) falu Romániában, Kolozs megyében, az azonos nevű község központja.

## Fekvése
Déstől 4 km-re keletre, sík területen, a Nagy-Szamos bal partján fekszik, a két Szamos egyesülése felett.

## Nevének eredete
Nevét alapítójáról kapta. Korábbi változatok: Joank és Jank (1330 körül), Mykehaza (1334), Joank (1336), Mikehaza más néven Jwank (1386), Mykehaza (1553).

## Története
Első ismert birtokosa 1334-ben Miklós fia Mike vagy Jvanki Mike volt. A 16. században a többségében magyar falu unitárius hitre tért. 1602–1603 között Giorgio Basta seregei teljesen elpusztították a községet, a lakosokat megölték. 1703–1717 között a labancok felgyújtották és kirabolták.
1910-ben 565, többségben román lakosa volt, jelentős magyar kisebbséggel. A trianoni békeszerződésig Szolnok-Doboka vármegye Dési járásához tartozott. 1992-ben társközségeivel együtt 3888 lakosából 2551 román, 1257 magyar és 77 cigány volt.

## Nevezetességek
- Fából készült görögkatolikus temploma 1719-ben épült, Mihály és Gábor főangyalok tiszteletére van szentelve. Feliratos harangjai 1801-ből valók.